# John Musker
John Edward Musker (Chicago, Illinois; 8 de noviembre de 1953) es un director de animación estadounidense. Junto con Ron Clements, compone el dúo de uno de los principales equipos del estudio de animación de Disney.

## Vida y carrera
Musker nació en Chicago, Illinois, es el segundo más viejo de ocho niños en una familia católica irlandesa. Su padre, Robert J. Musker, quien trabajó por más de 40 años en Illinois Bell Telephone, murió en 2008 a la edad de 84 años y su madre, Joan T. Musker (née Lally), murió en 2011 a la edad de 81.
Asistió a la Academia Loyola en Illinois y luego se graduó de la Northwestern University, donde se especializó en inglés y dibujó caricaturas para el Daily Northwestern. Musker conoció a Ron Clements durante la producción de The Fox and the Hound en 1981, donde trabajó como animador de personajes bajo Clements y Cliff Nordberg. Musker se asoció con Clements como artistas de la historia en The Black Cauldron antes de que fueran retirados del proyecto.
Después de la aprobación de Clements para una adaptación de la serie de libros para niños Basil of Baker Street de Eve Titus en una película de animación, Musker y otro artista de la historia Burny Mattinson fueron asignados como directores originales mientras Dave Michener fue traído como un director adicional. Debido a un programa de producción acortado y reescritura de historias múltiples, Roy E. Disney asignó a Mattinson para servir como director / productor mientras Ron Clements fue traído como otro director.

## Películas dirigidas por John Musker y Ron Clements
| Año  | Película                  | Notas                      |
| ---- | ------------------------- | -------------------------- |
| 1986 | The Great Mouse Detective | Debut                      |
| 1989 | La sirenita               |                            |
| 1992 | Aladdín                   |                            |
| 1997 | Hércules                  |                            |
| 2002 | El planeta del tesoro     |                            |
| 2009 | Tiana y el sapo           |                            |
| 2016 | Moana                     | Su primera película en CGI |

## Premios y nominaciones
Premios Óscar
| Año  | Categoría                   | Trabajo nominado | Resultado |
| ---- | --------------------------- | ---------------- | --------- |
| 2010 | Mejor película de animación | Tiana y el sapo  | Candidato |
| 2017 | Mejor película animada      | Moana            | Nominado  |